# Моносексуальность
Моносексуальность (англ. monosexuality) — термин, обозначающий моносексуальную ориентацию, моносексуальную идентичность и моносексуальное поведение.
В более узком смысле моносексуальность — это моносексуальная ориентация, то есть эмоциональное, романтическое (платоническое), эротическое (чувственное) и/или половое влечение к лицам лишь одного (своего или противоположного — соответственно гомосексуальность или гетеросексуальность) пола.
Таким образом, моносексуальность противопоставляется бисексуальности.